# M1 Garand
M1 Garand hoặc  Súng trường M1  là khẩu súng trường bán tự động và là súng trường chiến đấu của Hoa Kỳ trong Thế chiến II và Chiến tranh Triều Tiên.

## Lịch sử hoạt động

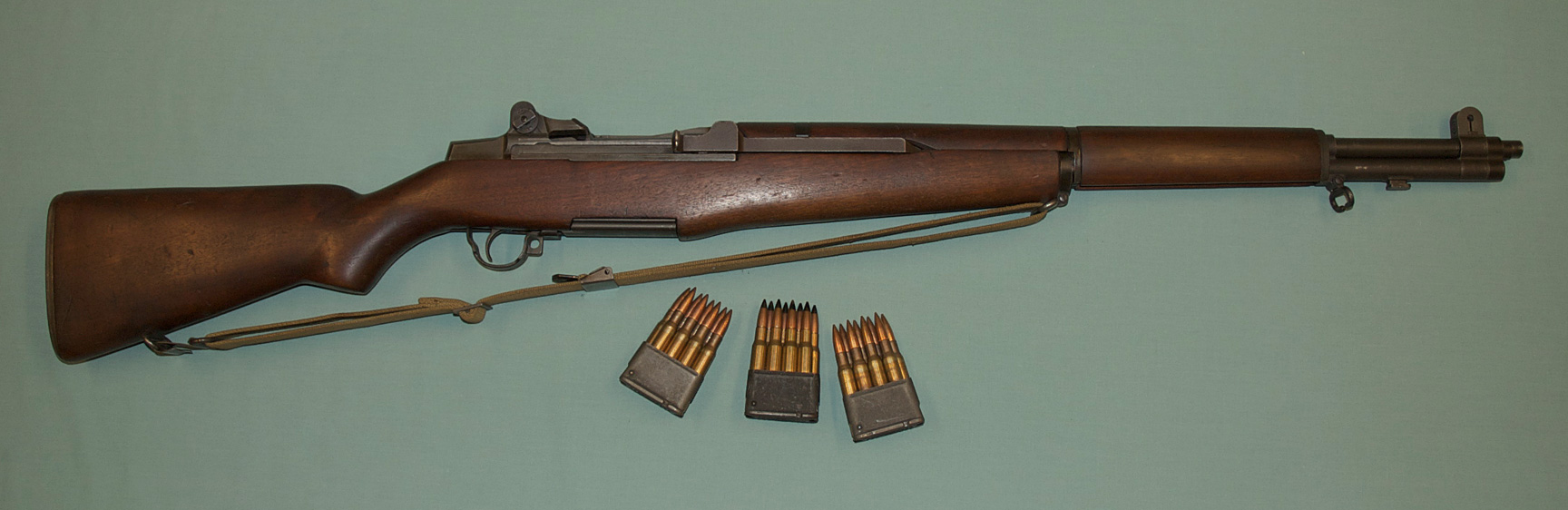
M1 Garand được trưng bày trong viện bảo tàng lịch sử ở Stockholm, Thụy Điển.

### Thế chiến thứ hai (1939 - 1945)

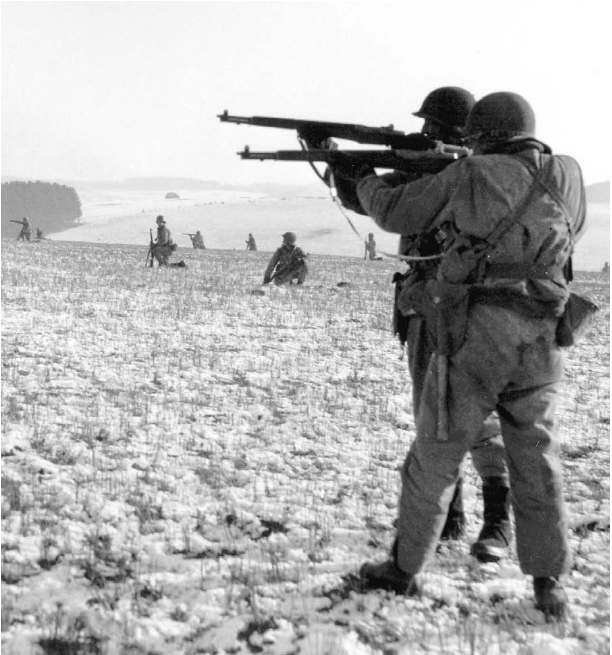
2 lính bộ binh Mỹ đang tập luyện với 2 khẩu M1 Garand tại Bastogne

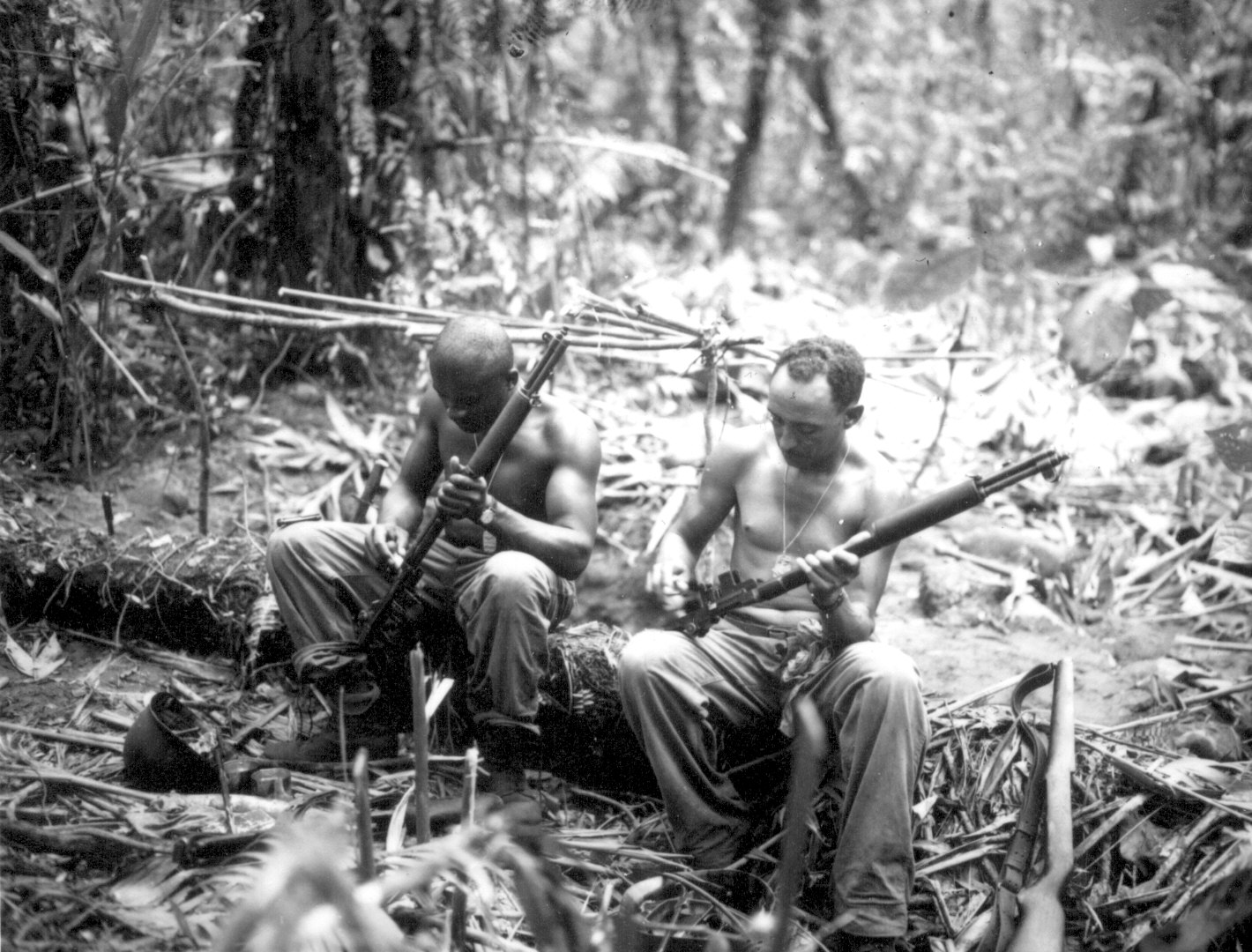
Hai lính thủy đánh bộ Mỹ với 2 khẩu M1 Garand ở Mặt trận Thái Bình Dương trong Thế chiến thứ hai

Trong Thế chiến 2, M1 Garand được sử dụng rộng rãi bởi Quân đội Hoa Kỳ. Nó nhận được nhiều lời khen ngợi nhờ các ưu điểm: tốc độ bắn khá cao, bền, dễ sử dụng, uy lực mạnh, bắn khá chính xác,... Nó giúp lính Mỹ chiếm ưu thế trước lính Đức (hay lính Nhật) chỉ được trang bị những khẩu súng trường bắn phát một Karabiner 98k (hay Arisaka Type 99).
Anh và các nước trong Khối Thịnh vượng chung (Canada, Ấn Độ, Úc, Trung Quốc,...), Liên Xô, Trung Quốc, Pháp Tự do... đều nhận được một vài lô súng M1 Garand do Hoa Kỳ cung cấp thông qua chương trình Lend - Lease, nhưng quân đội các nước này lại ít sử dụng đến nó (hoặc thậm chí là không sử dụng) vì họ cũng có riêng cho mình những mẫu súng trường chiến đấu khác không thua kém gì khẩu M1 Garand. Quân đội Anh và các nước Khối Thịnh vượng chung có khẩu Lee-Enfield, Hồng quân Liên Xô có Mosin-Nagant và SVT-40, Quốc dân Cách mệnh Quân của Quốc Dân Đảng thì dùng nhiều những khẩu súng trường Type 24 "Trung Chính" (tên tiếng Trung: 中正式) do Kho vũ khí Hán Dương của họ chế tạo theo mẫu của Đức, trong khi Bát lộ quân và Tân Tứ quân của Đảng Cộng sản Trung Quốc thì lại dùng nhiều những khẩu Mosin-Nagant (do Liên Xô viện trợ), Quân đội Pháp Tự do thì có khẩu MAS-36 và khẩu Lebel 1886. Quân đội Anh có kế hoạch thay thế Lee-Enfield bằng M1 Garand nhưng do chi phí quá đắt đỏ nên kế hoạch này đã bị quân đội Anh hủy bỏ và họ chấp nhận hiện đại hóa Lee-Enfield để sử dụng tiếp.

### Chiến tranh Triều Tiên(1950-1953)
Trong thời gian Chiến tranh Triều Tiên diễn ra, Quốc quân Đại Hàn Dân Quốc và Quân đội Hoa Kỳ sử dụng 2 khẩu súng trường bán tự động M1 Garand và M1 Carbine hết sức rộng rãi. Đối chọi với họ là Quân đội Nhân dân Triều Tiên và Chí nguyện quân Trung Quốc sử dụng những khẩu Mosin-Nagant do Liên Xô viện trợ. M1 Garand được binh lính khen ngợi vì nó giúp họ chiếm thế thượng phong trước những khẩu súng trường bắn phát một Mosin-Nagant trên chiến trường. Qua hai đợt viện trợ, Hàn Quốc đã nhận được tổng cộng 296.450 khẩu M1 Garand từ Mỹ. Quân đội Hàn Quốc đã sử dụng M1 Garand trong giai đoạn đầu Chiến tranh Việt Nam.
Sau khi cuộc chiến ở Triều Tiên kết thúc, quân đội Hoa Kỳ đã bắt đầu triển khai một dự án thiết kế vũ khí mới để thay thế cho tất cả các mẫu vũ khí từ thời Thế chiến 2 của họ như: M1 Garand, M1 Carbine, Tiểu liên Thompson, M3 Grease Gun và M1918 BAR. Vào ngày 26 tháng 3 năm 1958, Quân đội Hoa Kỳ chính thức đưa vào sử dụng M14, một mẫu súng trường tấn công sử dụng đạn 7,62×51mm NATO được phát triển trực tiếp từ M1 Garand.

### Chiến tranh Đông Dương lần thứ nhất (1946-1954)

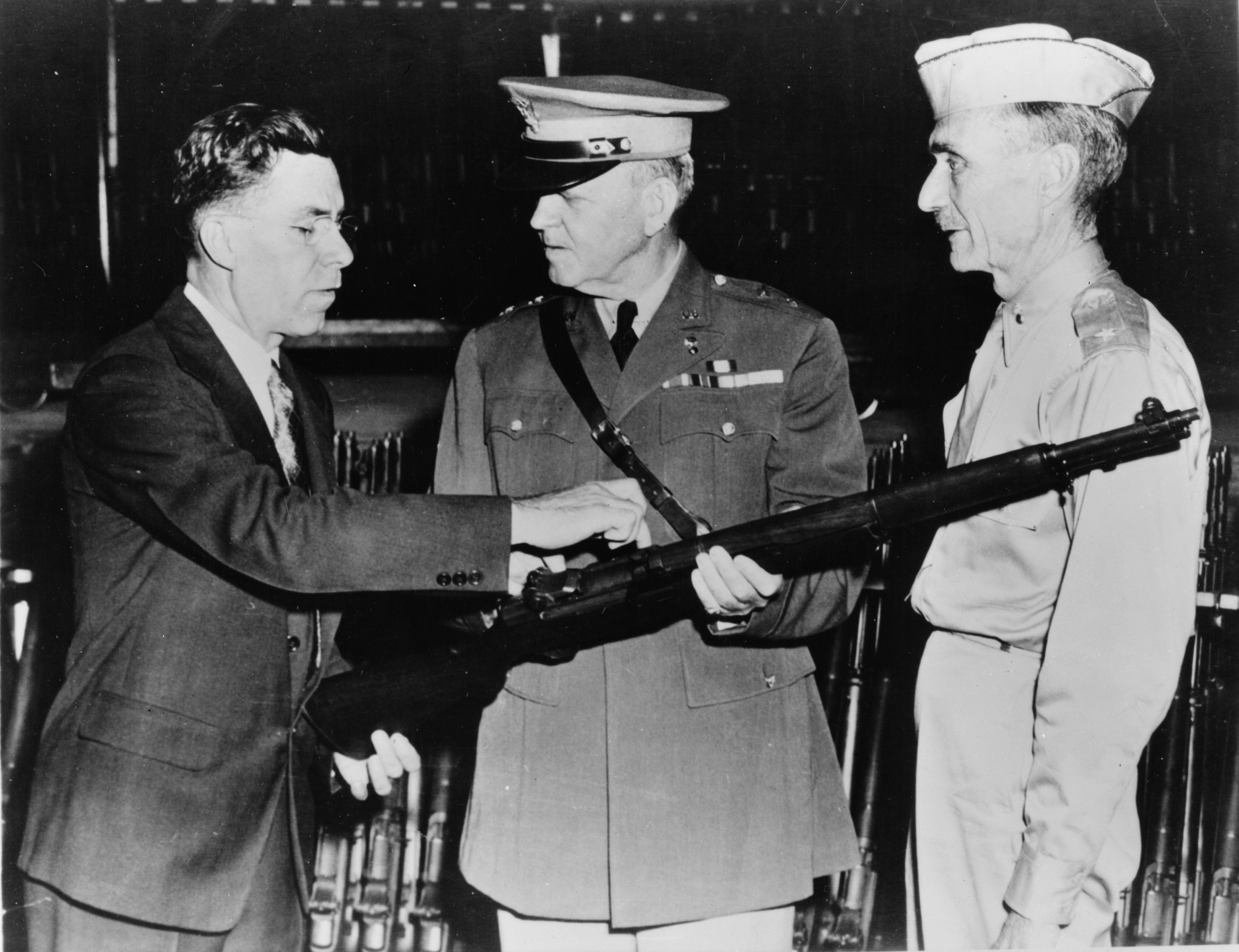
Ông John Garand (người mặc comple, đeo kính đứng ở bên trái) đang chỉ cách sử dụng khẩu M1 cho trung tướng Charles M. Wesson (người mặc quân phục đứng ở giữa) và thiếu tướng Gilbert H. Stewart (người mặc quân phục đứng ở bên phải).

Từ năm 1950 đến năm 1964, Quân đội Pháp đã nhận được 232.500 khẩu M1 Garand do Hoa Kỳ cung cấp. Quân đội Pháp gọi khẩu súng này là Fusil semi-automatique 7 mm 62 (C. 30) M.1. Trong Chiến tranh Đông Dương, Quân đội Pháp và Quốc gia Việt Nam sử dụng khẩu M1 Garand và M1 Carbine với số lượng không nhỏ để thay cho những khẩu súng trường bắn phát một MAS-36 chậm chạp, lỗi thời. Từ sau năm 1951, Quân đội Pháp thay M1 Garand bằng MAS-49, một mẫu súng trường bán tự động sử dụng loại đạn 7,5x54mm do Người Pháp phát triển. Còn Quân đội Quốc gia Việt Nam thì vẫn tiếp tục sử dụng nó đến khi chuyển vào Nam theo hiệp định Geneve 1954. Quân đội nhân dân Việt Nam cũng thu được khá nhiều súng này từ Quân đội Pháp và Quốc gia Việt Nam sau các chiến dịch Chiến dịch Việt Bắc (1947) và Chiến dịch Biên giới (1950) nhưng bộ đội chủ lực của Việt Minh lại ít sử dụng đến khẩu súng này vì nó không sử dụng chung cỡ đạn 7.62×54mmR (của súng K-44) được Liên Xô và Trung Quốc viện trợ.
Tại chiến trường Nam Bộ, tuy không được cung cấp trực tiếp từ trung ương nhưng các đơn vị chủ lực của Việt Minh đóng tại đây lại trang bị M1 Garand như là một chiến lợi phẩm thu được từ quân Pháp và Quốc gia Việt Nam. Họ gọi nó là: súng trường M1 Ga-răng (đọc phiên âm từ "Garand" theo tiếng Pháp).

### Chiến tranh Việt Nam (1955-1975)
Trong giai đoạn 1950-1975, Quân lực Việt Nam Cộng hòa (hay trước đó là Quân đội Quốc gia Việt Nam) đã nhận được khoảng 220.300 khẩu M1 Garand từ Hoa Kỳ. Bên cạnh được viện trợ thì quân đội Việt Nam Cộng Hòa cũng được trực tiếp kế thừa những khẩu M1 Garand mà Quân đội Pháp để lại ở Miền Nam Việt Nam sau năm 1954. M1 Garand được nhìn thấy sử dụng rộng rãi bởi các đơn vị vũ trang của Quân lực Việt Nam Cộng hòa trong giai đoạn đầu cuộc chiến (1955-1963). Từ năm 1967 trở đi thì nó dần bị thay thế bằng M16.

## Ưu điểm và nhược điểm

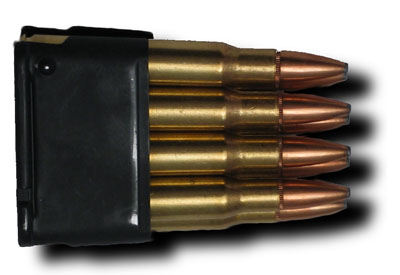
Kẹp đạn "en-bloc" 8 viên của M1 Garand.

Súng có nhiều ưu điểm như tốc độ bắn nhanh hơn nhiều so với súng trường bắn phát một, bền, dễ sử dụng, bắn khá chính xác, tầm bắn hiệu quả khá xa. Nhược điểm của súng là khá dài (1,1 m khi chưa gắn lưỡi lê) và tương đối nặng nề (khi chưa nạp đạn thì súng đã nặng tới 4,31 kg), lực giật khi bắn cũng khá mạnh. Hơn nữa, xạ thủ phải bắn hết đạn trong buồng đạn mới có thể nạp lại được đầy đạn vào trong buồng , vì vậy , vào cuối chiến tranh, đã có nhiều phiên bản thử nghiệm M1 Garand sử dụng loại băng đạn 20 viên có thể tháo rời của súng máy trung liên Browning M1918.

## Các quốc gia hiện đang sử dụng
- Bỉ: Cảnh sát Bỉ sử dụng làm súng trường Nghi lễ.
- Hy Lạp: Đã nhận được 186.090 khẩu súng trường M1 Garand và 1880 khẩu M1C/M1D từ Chính phủ Hoa Kỳ trước năm 1975. Vẫn được Đội cận vệ Tổng thống và Đội cận vệ Danh dự của Bộ Quốc phòng sử dụng cho các nhiệm vụ Nghi lễ.
- Haiti: Hàng ngàn người đã được mua từ nhiều nguồn khác nhau và nhận viện trợ từ Hoa Kỳ.
- Na Uy: Nhận 72.800 khẩu súng trường M1 Garand từ Chính phủ Hoa Kỳ trước năm 1964.
- Thổ Nhĩ Kỳ: Nhận 312.430 khẩu súng trường M1 Garand từ Chính phủ Hoa Kỳ vào năm 1953–1970, đã tham gia Chiến tranh Triều Tiên và Thổ Nhĩ Kỳ xâm lược Síp. Vẫn được Lực lượng vũ trang Thổ Nhĩ Kỳ sử dụng làm vũ khí nghi lễ.
- Đài Loan: Đội Danh dự tại Đài tưởng niệm Tưởng Giới Thạch - Đài Loan

## Các quốc gia đã từng sử dụng
- Afghanistan: Được quân nổi dậy Taliban sử dụng trong Chiến tranh ở Afghanistan.
- Algérie
- Argentina: Nhận khoảng 30.000 khẩu súng trường M1 Garand từ Chính phủ Hoa Kỳ trước năm 1964. Một số được chuyển đổi để tiếp nhận băng đạn Beretta BM 59 vào những năm 1960.
- Brasil: Nhận được số lượng lớn súng trường M1 Garand từ Chính phủ Hoa Kỳ vào đầu những năm 1950. Một số đã được chuyển đổi sang hộp mực 7,62×51mm NATO và được sửa đổi để chấp nhận tạp chí FN FAL.
- Campuchia: Lực lượng Hoàng gia đã nhận được súng trường M1 Garand từ Chính phủ Hoa Kỳ trong cuộc nội chiến chống lại quân nổi dậy Cộng sản.
- Cộng hòa Nhân dân Campuchia
- Canada: Một số lượng nhỏ súng trường M1/M1C Garand (có thiết bị nhìn đêm hồng ngoại) và súng trường M1D Garand, nhưng chưa rõ, thuộc sở hữu của Canada. Có đủ trang bị cho một lữ đoàn và Garands đã được cấp cho một số đơn vị Quân đội Canada gần cuối Thế chiến II và cho một số quân nhân và nhân viên của Lực lượng Không quân Hoàng gia Canada vào những năm 1950.
- Chile
- Trung Quốc: Tịch thu từ những Lực lượng Trung Quốc Quốc dân Đảng trong Nội chiến Trung Quốc và Quân đội Hoa Kỳ và Quân đội Hàn Quốc trong Chiến tranh Triều Tiên
- Cuba
- Đan Mạch: Nhận 69.810 súng trường M1 Garand (được định danh là "Gevær M/50") từ Chính phủ Hoa Kỳ trước năm 1964. Một số được chuyển đổi sang hộp đạn 7,62×51mm NATO. Cũng mua 20.000 chiếc M1 Garand từ Ý. Súng trường M1 Garand hiện đã không còn được sử dụng nữa.
- El Salvador: Nhận được hơn 1.365 khẩu súng trường M1 Garand từ Chính phủ Hoa Kỳ cho đến năm 1965 và 211 khẩu súng bắn tỉa M1D Garand.
- Đế quốc Ethiopia: Nhận 20.700 khẩu súng trường M1 Garand từ Chính phủ Hoa Kỳ vào những năm 1960.
- Pháp: Nhận 232.500 khẩu súng trường M1 Garand từ Chính phủ Hoa Kỳ vào năm 1950–1964.Súng trường Garand M1 được biết đến với tên gọi Fusil bán tự động 7 mm 62 (C. 30) M. 1 [99] (Súng trường bán tự động 7.62mm (cỡ nòng .30) M1)
- Đức Quốc xã: Thu được từ Quân đội Hoa Kỳ , hạn chế sử dụng trong Thế chiến II . [100] Tên định danh của Đức là 7,62 mm Selbstladegewehr 251 (a)
- Tây Đức : Nhận 46 750 khẩu M1 Garand từ Hoa Kỳ vào năm 1965
- Honduras: Nhận từ Chính phủ Hoa Kỳ sau cuộc tổng đình công năm 1954.
- Indonesia: Đã nhận được từ 55.000 đến 78.000 MS1 và một số lượng nhỏ súng trường M1C Garand từ Chính phủ Hoa Kỳ trước năm 1971; một số súng trường cũng được cung cấp từ Ý.

Iran : Nhận 165.490 khẩu súng trường M1 từ chính phủ Mỹ trước năm 1964.
- Iran:  Nhận 165.490 khẩu súng trường M1 Garand từ Chính phủ Hoa Kỳ trước năm 1964 thời Nhà nước Đế quốc Iran.
- Israel: Nhận tới 60.000 khẩu súng trường M1 Garand từ Chính phủ Hoa Kỳ trước năm 1975.
- Ý: Được quân đội Ý sử dụng từ năm 1945. Beretta sản xuất theo giấy phép 100.000 khẩu súng trường M1 Garand từ năm 1950 cho đến khi BM59 được áp dụng vào năm 1959. Cũng nhận được 232.000 khẩu súng trường M1 Garand từ Chính phủ Hoa Kỳ trong khoảng thời gian từ 1950 đến 1970. Súng trường M1 Garand được biết đến trong Quân đội Ý với tên gọi Fucile «Garand» M1 cal. 7,62.
- Nhật Bản: Cấp cho Lực lượng phòng vệ Nhật Bản . Vẫn được JSDF sử dụng làm vũ khí nghi lễ.
- Đế quốc Nhật Bản : Sao chép thành súng trường Type 5 garand để thử nghiệm, được sửa đổi dùng loại đạn 7,7×58mm Arisaka và gắn băng đạn 10 viên
- Jordan: Đã nhận khoảng 25.000-30.000 khẩu súng trường M1 từ chính phủ Hoa Kỳ trước năm 1974.
- Hàn Quốc: Những khẩu súng trường đầu tiên được cung cấp cho Cảnh sát Hàn Quốc trước năm 1947, sau đó cho Cảnh sát Hàn Quốc vào tháng 2 năm 1948. Từ tháng 8 năm 1948 đến tháng 6 năm 1949, 41.897 khẩu súng trường M1 Garand đã được chuyển giao cho Lực lượng Vũ trang Hàn Quốc từ Chính phủ Hoa Kỳ. Quân đội Hàn Quốc được trang bị 40.378 khẩu súng trường M1 Garand trước Chiến tranh Triều Tiên. Chính phủ Hoa Kỳ đã cung cấp thêm 471.839 súng trường M1 Garand trong chiến tranh, và súng trường phục vụ trong Quân đội Hàn Quốc đạt 152.328 (tháng 12 năm 1950), 189.704 (tháng 12 năm 1951), 221.079 (tháng 12 năm 1952) và 266.633 (27 tháng 7 năm 1953). [lưu ý 1] Cũng được sử dụng trong những năm đầu của Chiến tranh Việt Nam cho đến khi súng trường M16A1 được cung cấp cho người Hàn Quốc từ năm 1966. Súng trường M1 Garand được thay thế bằng súng M16A1 được sản xuất theo giấy phép và bị loại khỏi hoạt động tại ngũ ở 1978. Nhiều khẩu súng trường M1 Garand được bán lại cho Chính phủ Hoa Kỳ để sử dụng Dân sự: 100.000 khẩu súng trường M1 Garand từ năm 1986 đến 1989 thông qua Blue Sky, và 85.000 khẩu súng trường M1 Garand từ năm 1991 đến 1993 thông qua Century Arms. [ghi chú 2] Kể từ năm 2006, Hàn Quốc đã lên kế hoạch bán thêm một lô 83.000 khẩu súng trường trong số 87.310 khẩu còn lại, nhưng kế hoạch đã bị chính quyền Obama cản trở vì những khẩu súng này " có thể bị lợi dụng bởi các cá nhân tìm kiếm vũ khí cho mục đích bất hợp pháp". Hiện nay được sử dụng cho Nghi lễ.
- Vương quốc Lào: Nhận 36.270 khẩu súng trường M1 từ chính phủ Hoa Kỳ vào năm 1950—1975.
- Lào
- Liberia
- Hà Lan: được gọi là Geweer Garand 7,62mm trong Quân đội Hà Lan và Geweer v/7,62 mm no. 2 S/aut của Hải quân Hà Lan.

Nicaragua : Nhận 5000 súng trường M1 Garand từ Chính phủ Hoa Kỳ 1954 MAP mua 1500 súng trường M1 Garand từ Canada
- Pakistan: Có thể đã nhận được 150.000 khẩu súng trường M1 từ chính phủ Hoa Kỳ trước năm 1975.
- Panama
- Paraguay: Nhận 30.750 khẩu súng trường M1 từ Chính phủ Hoa Kỳ trước năm 1975.
- Philippines: Nhận 34.300 khẩu súng trường M1 Garand và 2.630 khẩu súng trường M1D Garand từ Chính phủ Hoa Kỳ vào năm 1950–1975. Đã nghỉ hưu khỏi dịch vụ và đang hoạt động của Thủy quân lục chiến Philippines . Được sử dụng bởi các đơn vị của Đơn vị Địa lý Lực lượng Vũ trang Công dân , Vẫn được sử dụng bởi các vệ binh danh dự. Vào năm 2017, có thông tin cho rằng chính phủ Philippines có thể gửi 86.000 khẩu súng trường cho Chương trình thiện xạ dân sự Hoa Kỳ.
- Ả Rập Saudi: Nhận 34.530 khẩu súng trường M1 từ Chính phủ Hoa Kỳ trước năm 1975.
- Thái Lan: Nhận khoảng 40.000 khẩu súng trường M1 Garand từ Chính phủ Hoa Kỳ trước năm 1965. (được định danh là "ปลยบ.88" (Súng trường tự nạp kiểu 88).
- Vương quốc Liên hiệp Anh và Bắc Ireland: Nhận được 38.000 dưới dạng Đạo luật Thúc đẩy Phòng thủ của Hoa Kỳ.
- Hoa Kỳ: Súng trường tiêu chuẩn dành cho Lục quân Hoa Kỳ và Thủy quân lục chiến Hoa Kỳ từ năm 1936 đến năm 1957. Được sử dụng vào những năm 1970 trong lực lượng dự bị và hậu phương. Vẫn được sử dụng cho các nghi lễ quân sự chính thức, các đơn vị ROTC và Tuần tra hàng không dân dụng . Ngoài ra, nó vẫn là súng trường tiêu chuẩn của Trung đội khoan im lặng của Thủy quân lục chiến Hoa Kỳ.
  -  Việt Nam Cộng hòa: : Nhận 220.300 khẩu súng trường M1 Garand và 520 khẩu súng trường M1C/M1D Garand từ Chính phủ Hoa Kỳ vào năm 1950–1975.
- Uruguay
- Venezuela: Nhận 55.670 khẩu súng trường M1 từ chính phủ Mỹ trước năm 1975.
- Venezuela:
- Việt Nam
  -  Việt Nam Dân chủ Cộng hòa: (Phần lớn chiếm được và kế thừa từ Quân lực Việt Nam Cộng hòa hiện không còn tồn tại) Một số được Mặt trận Dân tộc Giải phóng miền Nam Việt Nam và Việt Minh sử dụng, lấy từ Quân đội Hoa Kỳ, Quân đội viễn chinh Pháp vùng Viễn Đông và Việt Nam Cộng hòa với một một số sửa đổi để làm cho chúng nhỏ gọn.
  -  Việt Minh
  -  Cộng hòa Miền Nam Việt Nam

## Các phiến quân và khủng bố sử dụng
- Mặt trận Giải phóng Quốc gia Moro: Được sử dụng bởi các chiến binh MNLF.[2]
- Quân đội Cộng hòa Ireland lâm thời